# 創造性の育成塾
創造性の育成塾とは、「日本の科学技術をリードする青少年の育成」を目的とした、日本全国の中学2年生を対象に毎年行われる夏季合宿(夏合宿)を中心としたカリキュラムである。

## 概要
2006年7月、元文部大臣兼科学技術庁長官 有馬朗人の提唱により、創造性の育成塾の前身である「関本・有馬塾」が開塾。山梨県富士吉田市にある、人材開発センター富士研修所で初の夏季合宿を行った。
「子どもたちに、物理や科学の講義、学習、実験を通して科学の面白さを体感してもらい、「創造性」、「自ら考える力」を身につけてもらうこと、また、第一人者と触れ合う経験を学問のみならず、考え方、人格形成にもいかしてもらうこと」を狙いとしている。

## 沿革
2006年度 「関本・有馬塾」では、江崎玲於奈（ノーベル物理学賞）、小柴昌俊（ノーベル物理学賞）、米村でんじろう（サイエンスプロデューサー）、関本忠弘（IEEE賞）氏ら、24人の講師陣による、計41時限の夏季合宿が、7月31日から8月11日までの12日間にわたって開催された。
2007年度からは、「創造性の育成塾」に名を改め、白川英樹（ノーベル化学賞）、李遠哲（ノーベル化学賞）、山崎直子（宇宙飛行士）、張富士夫（トヨタ自動車会長）氏ら、30人の講師陣による、計45時限の夏合宿が、8月3日から8月11日までの9日間にわたって開催された。
2009年3月には、「創造性の育成塾」同窓会（春季総会）を開催。
2014年度から、夏合宿OBOGが参加するチューター(ティーチング・アシスタント)制度を導入。参加者(中学2年生)への学習補助、助言等を行う。
2015年には、夏合宿OBOGによりOBOG会が発足。9月には、第1回OBOG交流会が開催された。以降、年1回のペースで交流会が行われている。
2016年度から、夏合宿の会場が山梨県富士吉田市から静岡県三島市に変更された。
2020年度は、新型コロナウイルス感染拡大に収束の目途が立たない状況を受けて開催を中止。
2021年度は、20年度の中止を踏まえ、募集資格を中学2年生及び3年生、定員50名として第15回夏合宿がオンラインで開催された。22年度時点で唯一オンラインで夏合宿が開催されたのは、この第15回(21年度)だけである。
2022年5月、落合陽一筑波大学准教授を招き、「創造性の育成塾」初となるオンラインサイエンスセミナーを開催。夏合宿とは異なり選考等はなく、誰でも聴講できる形で行われた。
2022年度から、夏合宿の会場が東京都文京区の施設に変更された。
2022年より、「創造性の育成塾」塾長に、五神真理化学研究所理事長が就任。

## 塾生の選抜方法
関本・有馬塾の塾生募集においては、一般公募は行われず、日本全国の教育機関を通じ、塾生40人の選抜が行われた。
選抜条件は、「理科好きな生徒であること」であった。
創造性の育成塾、すなわち第二回から、塾生40人の一般公募を行うようになり、中学2年生であれば、公式ホームページを通じて応募が可能となった。応募者には、選択課題への回答が義務づけられた。

### 選択課題

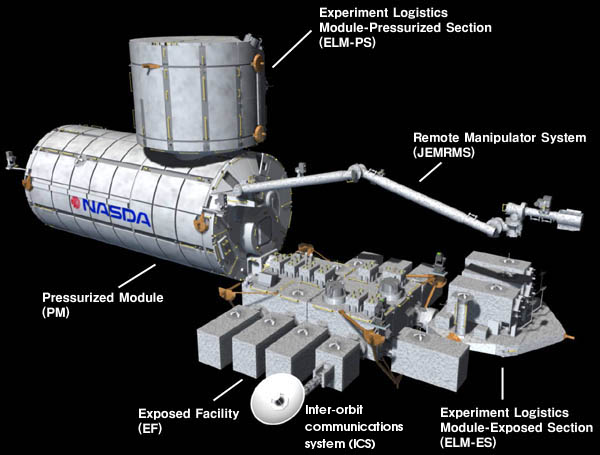
きぼう（NASDA）

創造性の育成塾の応募に際し、与えられた選択課題は次の5題である。
- 「雨」についての研究には、雨の降り方、降水量、雨滴の大きさ、pH、酸性雨など、さまざまなテーマが考えられます。あなたなら、どのような研究をしますか。あなたが独自に考えた観測装置や観測方法と、観測計画について説明してください。

- 原子や分子などの小さな粒子でもよく見える性能を持った超高倍率顕微鏡ができたとします。あなたは、超高性能なこの顕微鏡を使って、どんな観察計画を立てますか。

- 日本は国際宇宙ステーション（ISS）に「きぼう」という実験棟をつける計画をしています。あなたは宇宙飛行士として国際宇宙ステーションに滞在することになりました。「きぼう」を利用して宇宙空間や無重力の世界で、あなたならどのような実験をおこないたいですか。実験計画書を作成してください。

- 身のまわりには紙やプラスチックなどいろいろな素材があり、それぞれの特徴をいかして使われています。軽いもの、加工しやすいもの、丈夫なもの、熱に強いものなど、さまざまな特徴や機能があります。将来、どのような機能を持った素材が開発されるとよいでしょうか。その特徴と活用方法について、あなたのアイデアをまとめてください。

- 私たちはふだんいろいろな電池を使っています。あなたがさらに高性能の電池を開発したとしたら、その電池を使ってどんな器具をどのように利用しますか。電池の特徴と活用方法について、あなたのアイデアをまとめてください。

## 講師と講義内容

### ノーベル賞受賞者による講義
第1回より多くのノーベル賞受賞者が講義を行っているのも「創造性の育成塾」の特徴である。
- 小柴 昌俊（ノーベル物理学賞）
- 江崎 玲於奈（ノーベル物理学賞）
- 白川 英樹（ノーベル化学賞）
- 李 遠哲（ノーベル化学賞）※講義は英語で行われた
- 利根川 進（ノーベル生理学医学賞）
- 小林 誠（ノーベル物理学賞）
- 益川 敏英（ノーベル物理学賞）
- 根岸 英一（ノーベル化学賞）
- 野依 良治（ノーベル化学賞）
- 鈴木 章（ノーベル化学賞）
- 天野 浩（ノーベル物理学賞）
- 梶田 隆章（ノーベル物理学賞）
- 大隅 良典(ノーベル生理学・医学賞）

夏合宿講義時はノーベル賞を受賞していなかったが、後に受賞した受賞者
- 本庶 佑（ノーベル物理学賞）※2014年(第9回夏合宿)講義、2018年受賞
- 吉野 彰（ノーベル化学賞）※2012年(第7回夏合宿)講義、2019年受賞

### 企業家・実業家による講義
夏合宿では、企業家・実業家による講義も行わている。※肩書は講義時のもの
- 関本忠弘（元 NEC社長・IEEE賞各賞受賞）
- 三村 明夫（新日鉄 社長）
- 岡村 正（東芝　会長）
- 張 富士夫（トヨタ自動車　会長）
- 榊原 定征（東レ 社長）
- 蛭田 史郎（旭化成 最高顧問）

### 2007年度
| 第二回 創造性の育成塾 | 第二回 創造性の育成塾                                                    |
| 講師名                | 講義内容および実験                                                       |
| --------------------- | ------------------------------------------------------------------------ |
| 李遠哲                | 「分子の衝突と化学反応」                                                 |
| 関本忠弘              | 「創造性の育成」                                                         |
| 姫島義夫              | 「化学が作る未来社会」                                                   |
| 山崎直子              | 「宇宙飛行士の仕事と夢」                                                 |
| 中西準子              | 「正義感だけではダメだよ、環境問題」                                     |
| 黒田玲子              | 「科学の世界の右と左」                                                   |
| 藤田照典              | 「触媒」                                                                 |
| 有馬朗人              | 「科学や技術が地球の危機、人類の危機を救う」、「アインシュタインの世紀」 |
| 中村邦夫              | 「地球環境との共存」                                                     |
| 白川英樹              | 「「セレンディピティー」を知っていますか」                               |
| 鳥居邦夫              | 「おいしく食べて、健康づくりの研究」                                     |
| 張富士夫              | 「何でもやってみよう」                                                   |
| 小林輝明              | 「燃料電池－それは気体から電気をつくる未来のエネルギー－」               |
| 下田治信              | 「飛ぶタネを調べる」                                                     |
| 瀬戸治夫              | 「天体の日周運動と地球の自転」                                           |
| 山口晃弘              | 「物質の粒子概念について」                                               |
| 江崎士郎              | 「虹でとらえる物質のすがた」                                             |
| 高畠勇二              | 「ロボットプログラミング(LEGO MINDSTORMS)」                              |
| 神宮聡                | 「ロボットプログラミング(LEGO MINDSTORMS)」                              |
| 北田腱                | 「ロボットプログラミング(LEGO MINDSTORMS)」                              |
| 宮内卓也              | 「炭素のゆくえを追いかけよう」                                           |
| 渡辺昭                | 「ハランの葉の不思議さについて、観察を通して考える」                     |
| 小森栄治              | 「燃料電池自動車でレースをしよう！」                                     |
| 五十嵐邦享            | 「水溶液の正体は？」                                                     |
| 兼龍盛                | 「酸化・還元反応〜時計反応〜」                                           |
| 高梨賢英              | 「カルメ焼きはなぜふくらむ」                                             |
| 伊藤聡                | 「化学実験」                                                             |
| 龍崎邦雄              | 「理科のおもしろさ（講話）」                                             |
| 瀬田栄司              | 「理科のおもしろさ（講話）」                                             |
| 中村日出夫            | 「富士山自然観察説明用放送システム」                                     |

### 2006年度
| 第一回 関本・有馬塾 | 第一回 関本・有馬塾 |
| 講師名              | 講義内容および実験 |
| ------------------- | --- |
| 江崎玲於奈          | 「自分の限界に挑戦しよう」、「ヤヌス（二元論）的に視野を広げて」                                                                                 |
| 小柴昌俊            | 「大きいことと小さいこと」、「宇宙の生い立ち、宇宙の大きさと、微小の世界、素粒子、ニュートリノとの関係について」                                 |
| 戸塚洋二            | 「時間、長さ、温度（質量・エネルギー）の3つの始まりと終わりの有無について」                                                                      |
| 外村彰              | 「好奇心があるから前へ進める」、「1ナノメートル（10億分の1ミリメートル）の世界を見ることができる透過性電子顕微鏡を駆使して、ミクロの世界に挑戦」 |
| 有馬朗人            | 「光は波か素粒子か」、「日本人は独創性がある-世界的な日本人物理学者の活躍を紹介」                                                                |
| 関本忠弘            | 「科学に挑む3つのキーワード（感じる、信じる、行動する）を示す」                                                                                  |
| 江田稔              | 「理科好きの子をどう育てるか」 |
| 北原和夫            | 「1905年、アインシュタインの3つの発見」 |
| 中村日出夫          | 「国際宇宙ステーションを探そう」 |
| 米村傳治郎          | 「ガラス細工とガラスレンズで簡易顕微鏡づくり」、「ブーメランの作り方・静電気実験・電気コップの体験」                                             |
| 瀧川洋二            | 「イージーセンスの使い方を学び、自然のなかに潜む規則性を探り出す」                                                                               |
| 五十嵐邦享          | 「浮沈子で遊ぼう」 |
| 下田治信            | 「空飛ぶタネ」 |
| 山口晃弘            | 「ロケットの飛ばし方」 |
| 広井禎              | 「光を追いかける -見えることから見えないことへ」                                                                                                 |
| 古田豊              | 「考え抜く実験の運動会・富士山の大気圧、近づけると動く」                                                                                         |
| 小林輝明            | 「燃料電池を作ろう」 |
| 大久保秀樹          | 「光が曲がるわけとその利用について」 |
| 沖杉誠一            | 「写真が撮れる牛乳パックカメラ」 |
| 岡村正              | 「資源は持たず、人口も減る日本が、世界に尊敬されるためには、科学技術立国日本を目指すしかない」                                                   |
| 三村明夫            | 「大きなバランスで一相矛盾するテーマを解決するために、技術力の向上への努力は永久に続く」                                                         |
| 元村有希子          | 「どきどき、わくわく、科学するってどんなこと？」                                                                                                 |
| 中西友子            | 「中性子顕微鏡を使って、植物の中にある水の動きを捉える手法を紹介」                                                                               |
| 大貫金吾            | 「富士山の生い立ち、富士山500回登頂について」 |

## その他
2007年6月、「将来を担う知的リーダーを育成して行くためには多方面の支援が必要」との観点から、TBSシニアコメンテイター 川戸惠子を幹事とする総勢40名からなる「創造性の育成塾 女性サポーターグループ」が結成された。主な活動内容は、子供たちが理科（技術、物作り）を好きになる環境づくり、塾の発展のための活動、塾生の激励などである。
サポーターグループ以外にも、看護士や教員などが、ボランティアとして参加している。主に、実験におけるケガの防止、学習アドバイス、塾生の健康管理、緊急時のケアなどを行い、塾にとって無くてはならない存在になっている。
2015年に発足したOBOG会では、年一回交流会を実施しており、OBOGによる取組発表や参加者によるディスカッション、進学・留学相談会などが行われている。